# Myonebrides
Myonebrides is een kevergeslacht uit de familie van de boktorren (Cerambycidae). De wetenschappelijke naam van het geslacht werd voor het eerst geldig gepubliceerd in 1957 door Breuning.

## Soorten
Myonebrides omvat de volgende soorten:
- Myonebrides crassepunctata Breuning, 1957
- Myonebrides flavomaculata Breuning, 1969
- Myonebrides sexpunctata Breuning, 1957